# Kompanie piechoty zmotoryzowanej
Kompania piechoty zmotoryzowanej (kpzmot) – pododdział wojsk lądowych; jest podstawowym pododdziałem batalionu piechoty zmotoryzowanej.

## Kompania piechoty zmotoryzowanej SZ RP
Kompania piechoty zmotoryzowanej jest pododdziałem bojowym batalionu piechoty zmotoryzowanej. Może ona prowadzić walkę w składzie batalionu lub taktycznej grupy bojowej, niekiedy także samodzielnie. W ugrupowaniu batalionu może występować w pierwszym rzucie lub stanowić odwód ogólnowojskowy. Na jej bazie w natarciu tworzona moze być grupa rajdowa, pododdział obejścia lub grupa szturmowa. W ubezpieczeniu marszu stanowi szpicę czołowa, boczną lub tylną, a w ubezpieczeniu postoju – oddział czat.

### Struktura i wyposażenie w 2017

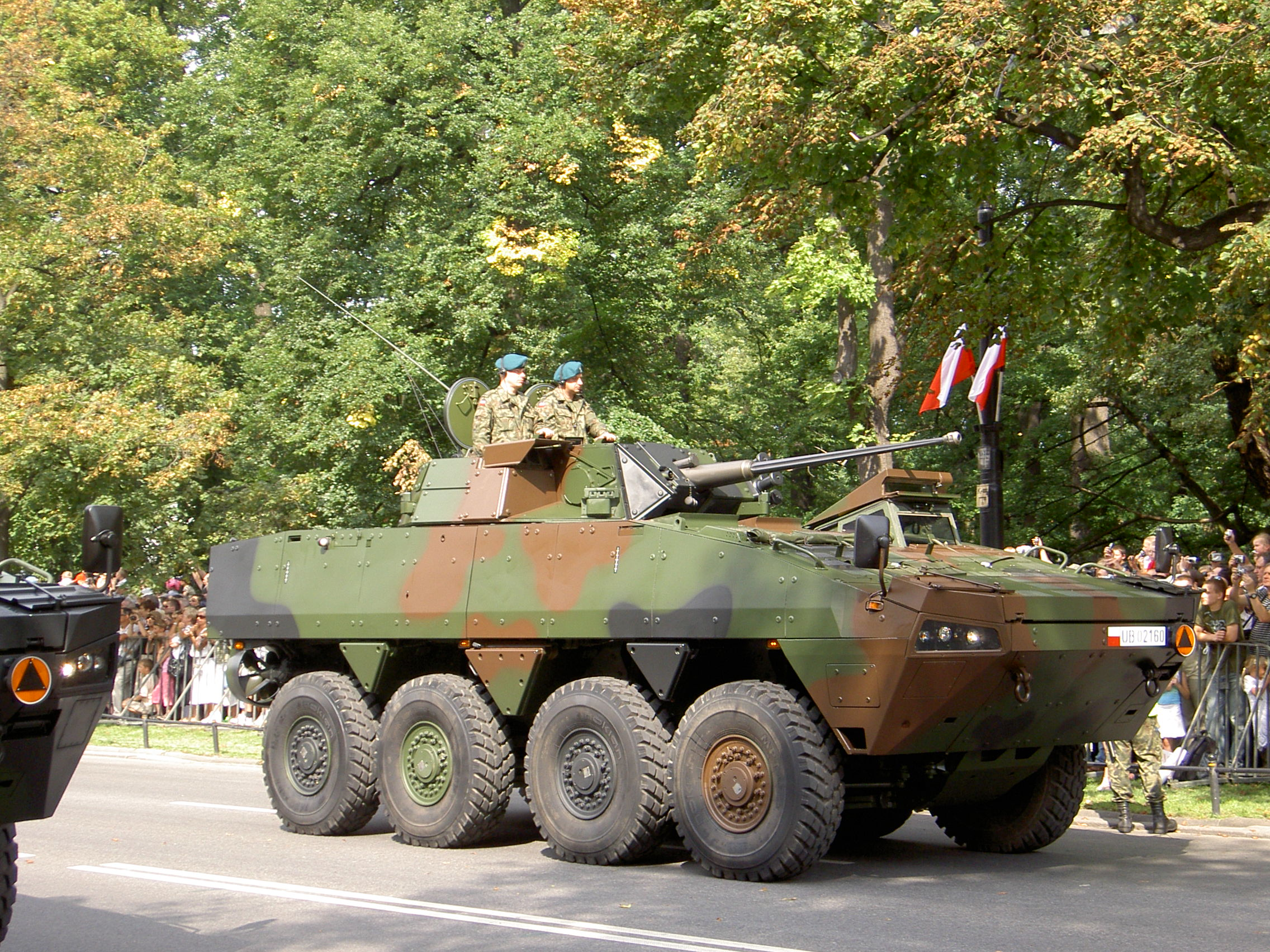
KTO Rosomak – transporter opancerzony kpzmot w 2017

dowództwo kompanii
- dowódca kompanii
- zastępca dowódcy kompanii
- szef kompanii
- technik kompanii

pododdziały
- dowództwo kompanii
- trzy plutony piechoty zmotoryzowanej[3][b]
  - trzy drużyny piechoty zmotoryzowanej[c]
    - załoga trop[d]
    - sekcja ogniowa[e]

  - drużyna wsparcia[f]
- drużyna zabezpieczenia
- grupa ewakuacyjna

| Wyszczególnienie                | pluton | drzab. | grewak. | kompania |
| ------------------------------- | ------ | ------ | ------- | -------- |
| żołnierze                       | 34     | 6      | 4       | 122      |
| transporter opancerzony Rosomak | 4      |        |         | 14       |
| Samochody c-t                   |        | 2      |         | 2        |
| Samochód o-t                    |        | 1      |         | 2        |
| wóz zabezpieczenia technicznego |        |        | 1       | 1        |
| moździerze LM-60                | 1      |        |         | 3        |
| granatnik automatyczny MK-19    | 1      |        |         | 3        |
| karabin maszynowy UKM           | 3      |        |         | 9        |
| granatnik przeciwpancerny RPG-7 | 3      |        |         | 9        |
| radiostacje RRC-9210            | 1      |        |         | 5        |
| radiostacje R-3501              | 5      | 2      | 1       | 18       |

### Struktura i wyposażenie w 1986

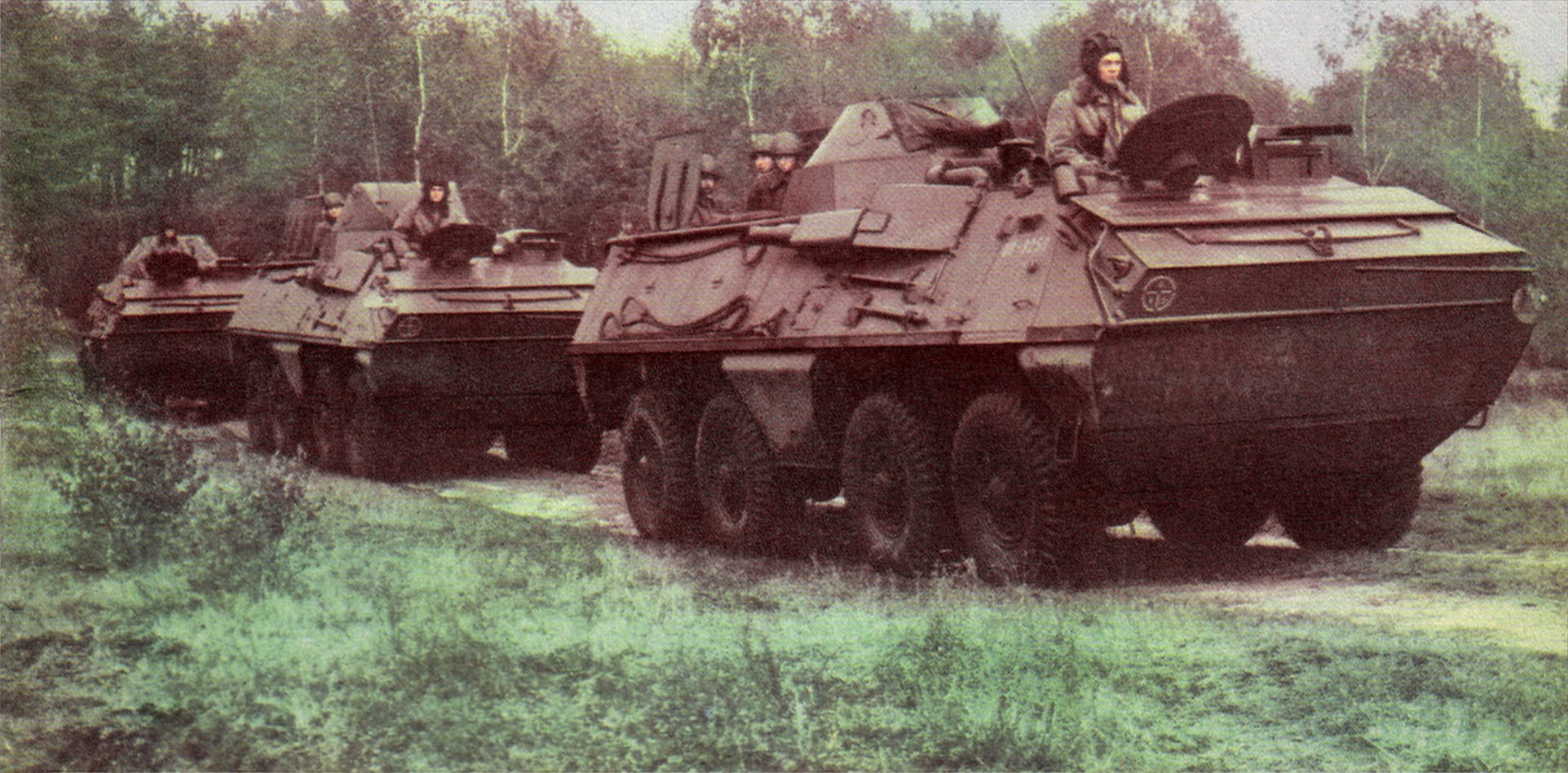
SKOT – podstawowy transporter opancerzony kpzmot w 1986

- dowództwo kompanii			
  - dowódca kompanii
  - technik kompanii
  - szef kompanii
  - kierowca
  - sanitariusz
  - łącznik (2)[g]
  - radiotelegrafista
  - załoga transportera dowódcy kompanii (2)
- trzy plutony piechoty zmotoryzowanej (3x 30)
  - dowódca plutonu
  - pomocnik dowódcy plutonu
  - strzelec wyborowy
  - trzy drużyny piechoty zmotoryzowanej (9)
    - dowódca drużyny
    - kierowca transportera opancerzonego
    - celowniczy broni pokładowej
    - celowniczy ręcznego granatnika przeciwpancernego
    - pomocnik celowniczego rgppanc
    - celowniczy km PK
    - amunicyjny
    - strzelec kbk GN
    - strzelec

Razem w 1986 w kompanii piechoty zmotoryzowanej było: 10 transporterów SKOT-2a, 1 samochód c-t, 19 ręcznych granatników przeciwpancernych RPG-7, 6 karabinów maszynowych PK, 3 karabiny maszynowe PKS, 9 karabinków-granatników nasadkowych, 1 radiostacja R-107 i 7 radiostacji R-126.